# 2743 Ченду
2743 Ченду (2743 Chengdu) — астероїд головного поясу, відкритий 21 листопада 1965 року.
Тіссеранів параметр щодо Юпітера — 3,335.